# Dear ウーマン
『Dearウーマン』（でぃあウーマン）は、TBS系列で1996年10月13日から12月22日まで放送されたテレビドラマ。放送時間は、毎週日曜21:00から21:54まで「東芝日曜劇場」枠。1997年4月6日に『Dearウーマンスペシャル あのセクハラバスターズが帰ってきた! 婚約解消!? ワナにはまった多聞の恋絶体絶命大ピンチ』が放送された。

## キャスト
- 石丸多聞：東山紀之（少年隊）
- 津野響子：大竹しのぶ
- 石丸笑子：野際陽子
- 石丸広見：長瀬智也（TOKIO）
- 真田美和：渡辺満里奈
- 神崎カスミ：稲森いずみ
- 島袋早苗：鈴木砂羽
- 大森五郎：渡辺いっけい
- 榊達也：平泉成
- 山城課長：斉藤暁
- 津野純平：大高力也
- 幸子：須藤真理子
- 高原久美：戸田麻衣子
- 三田室長：潮哲也
- 島田千春：加倉井えり
- 栗本人事課長：小宮健吾
- 徳大寺課長：鶴田忍
- 海堂専務：大塚周夫
- 赤塚所長：河原さぶ
- 山崎：板尾創路（130R）
- 井上課長：田山涼成
- 花山社長：林昭夫
- 真田源三：石田太郎

## スタッフ
- 脚本：中園ミホ、林誠人
- 音楽：長谷部徹、straight2heaven
- プロデュース：塩川和則、橋本孝
- 演出：吉田秋生、北川雅一、松原浩
- 製作著作：TBS

## 主題歌
- 「さよならの瞬間」松田聖子

## 特色
- いわゆる「体育会系」の主人公が、社会人バスケットボールチームを引退した途端、会社内の女性だらけの職場に配置転換され、奮闘する物語。
- ストーリーよりも、大竹しのぶが毎回『キレて』、「ふざけんじゃねえよ!」とタンカを切るのが話題になった。

## サブタイトル
1. セクハラ・バスターズ
2. モミモミ
3. 子持ちはつらいよ
4. セクハラお見合い騒動
5. 温泉旅行は酒池肉林
6. 私もてあそばれました
7. セクハラスパイ大作戦
8. 女子大生セクハラ面接
9. 告白そしてプロポーズ
10. クリスマスの奇跡